# Barbara Hohenzollern (1527–1595)
Barbara Hohenzollern (ur. 10 sierpnia 1527, zm. 2 stycznia 1595) –  książna brzeska.
Barbara była córką Joachima II Hektora i  Magdaleny z Saksonii oraz żoną Jerzego II brzeskiego (1523-1586) księcia brzeskiego, z którym  miała siedmioro dzieci:
- Barbarę (1548-1565),
- Joachima Fryderyka legnicko-brzeskiego (1550-1602),
- Jana Jerzego oławskiego (1552-1592),
- Zofię (1556-1594),
- Magdalenę (1560-1562),
- córkę (zm. 1561)
- Elżbietę Magdalenę (1562-1630).

Jerzy umierając w 1586 w testamencie zapisał swojej żonie Barbarze jako wdowie miasto Brzeg.